# Tuffi ai campionati mondiali di nuoto 2009 - Piattaforma 10 metri sincro femminile
La gara si è disputata il 19 luglio 2009; hanno partecipato 28 atlete di 14 nazioni; le prime 12 dopo il primo turno sono passati alla finale.

## Medaglie
| Posizione | Atleti                               | Paese       |
| --------- | ------------------------------------ | ----------- |
|           | Chen Ruolin, Wang Xin                | Cina        |
|           | Haley Ishimatsu, Mary Beth Dunnichay | Stati Uniti |
|           | Pandelela Rinong Pamg, Mun Yee Leong | Malaysia    |

## Risultati
| Pos. | Atlete                                            | Prel.  | Prel. | Finale | Finale |
| Pos. | Atlete                                            | Punti  | Pos.  | Punti  | Pos.   |
| ---- | ------------------------------------------------- | ------ | ----- | ------ | ------ |
|      | Cina Chen Ruolin, Wang Xin                        | 341.82 | 1     | 369.18 | 1      |
|      | Stati Uniti Haley Ishimatsu, Mary Beth Dunnichay  | 313.02 | 4     | 324.66 | 2      |
|      | Malaysia Pandelela Rinong Pamg, Mun Yee Leong     | 316.50 | 3     | 321.66 | 3      |
| 4    | Canada Meaghan Benfeito, Roseline Filion          | 317.10 | 2     | 321.39 | 4      |
| 5    | Australia Briony Cole, Melissa Wu                 | 308.52 | 5     | 320.58 | 5      |
| 6    | Regno Unito Monique Gladding, Megan Sylvester     | 299.16 | 7     | 306.90 | 6      |
| 7    | Francia Claire Febvay, Audrey Lebeau              | 297.42 | 8     | 299.28 | 7      |
| 8    | Germania Josephine Möller, Nora Subschinski       | 307.98 | 6     | 299.22 | 8      |
| 9    | Messico Paola Espinosa, Laura Sánchez             | 283.08 | 12    | 297.00 | 9      |
| 10   | Italia Valentina Marocchi, Brenda Spaziani        | 292.11 | 9     | 293.88 | 10     |
| 11   | Russia Natal'ja Gončarova, Julija Koltunova       | 287.16 | 11    | 292.56 | 11     |
| 12   | Cuba Yaima Rosario Mena Peña, Annia Rivera Robita | 291.00 | 10    | 281.34 | 12     |
| 13   | Romania Mara Elena Aiacoboae, Corina Popovic      | 245.46 | 13    | -      | -      |
| 14   | Ungheria Villo Gyöngyvér Kormos, Zsófia Reisinger | 241.11 | 14    | -      | -      |